# Love Guru
A Love Guru (eredeti cím: The Love Guru) 2008-as amerikai romantikus filmvígjáték, amelyet Marco Schnabel rendezett. Ez Schnabel első filmrendezése. A film forgatókönyvírója és producere Mike Myers, a főbb szerepekben pedig Myers, Jessica Alba, Justin Timberlake, Romany Malco, Meagan Good, Verne Troyer, John Oliver, Omid Djalili és Ben Kingsley látható. A film pénzügyi bukás volt, és a kritikusok általánosságban negatív kritikákkal illették.

## Cselekmény
Egy amerikai személy, akit guruk neveltek fel Indiában, visszatér az Egyesült Államokba, hogy a világ legjobb szerelemguruja legyen.

## Szereplők
| Szerep                                                         | Színész           | Magyar hang            |
| -------------------------------------------------------------- | ----------------- | ---------------------- |
| Maurice / Guru Pitka / Fiatal Pitka / Tinédzser Pitka / Önmaga | Mike Myers        | Kerekes József         |
| Jane Bullard                                                   | Jessica Alba      | Kéri Kitty             |
| Jacques `Lö Tök` Grande                                        | Justin Timberlake | Zámbori Soma           |
| Darren Roanoke                                                 | Romany Malco      | Bozsó Péter            |
| Prudence Roanoke                                               | Meagan Good       | Zsigmond Tamara        |
| Cherkov edző                                                   | Verne Troyer      | Balázsi Gyula          |
| Kamatyaléce guru                                               | Ben Kingsley      | Sinkovits-Vitay András |
| Guru Satchabigknoba                                            | Omid Djalili      |                        |
| Lillian Roanoke                                                | Telma Hopkins     | Andresz Kati           |
| Töki Gatya                                                     | John Oliver       | Kárpáti Levente        |
| Önmaga                                                         | Jessica Simpson   |                        |
| Önmaga                                                         | Kanye West        |                        |
| Önmaga                                                         | Deepak Chopra     |                        |
| Önmaga                                                         | Rob Blake         |                        |
| Rajneesh                                                       | Manu Narayan      | Maday Gábor            |
| Jay Kell                                                       | Stephen Colbert   | Mikula Sándor          |
| Trent Lueders                                                  | Jim Gaffigan      | Megyeri János          |
| Önmaga                                                         | Mariska Hargitay  | Némedi Mari            |
| Játékvezető                                                    | Sean Cullen       | Garai Róbert           |

Önmaguk
- Mariska Hargitay
- Jessica Simpson
- Kanye West
- Val Kilmer (nem jelenik meg a neve a stáblistán)
- Rob Blake
- Deepak Chopra
- Oprah Winfrey (hang)

## Zene
A film eredeti zenéjét George S. Clinton szerezte.
A film előzetesében felhasználták a "Dhadak Dhadak" című dalt, amely a 2005-ös Bunty Aur Babli című bollywoodi filmből származik.
A "9 to 5", a "More Than Words" és a "The Joker" című dalok mind szerepelnek a filmben (Myers előadásában és szitár kíséretében), valamint a filmzenei albumon. A "Brimful of Asha" című számot szintén felhasználták a filmben.

## Bevétel
A film rosszul teljesített a kasszáknál. A nyitóhétvégén a Love Guru 13,9 millió dollárt hozott az Egyesült Államok és Kanada 3012 mozijában, ezzel a 4. helyen végzett a Zsenikém – Az ügynök haláli, A hihetetlen Hulk és a Kung Fu Panda mögött, és nem érte el a hollywoodi elemzők által jósolt 20 millió dolláros bevételt. A film az Egyesült Államokban és Kanadában 32,2 millió dollárt, külföldön pedig további 8,7 millió dollárt, azaz világszerte összesen 40,8 millió dollárt hozott, szemben a 62 millió dolláros költségvetéssel. Amikor a filmet az Egyesült Királyságban bemutatták, a nyitóhétvégén csak a 8. helyen végzett.